# Мінтенко Віталій Георгійович
Віта́лій Гео́ргійович Мінте́нко (нар. 29 жовтня 1972, Сторожинець, Чернівецька область, СРСР) — радянський та український футболіст, що виступав на позиціях півзахисника та нападника. Відомий завдяки виступам у складі київського «Динамо», чернівецької «Буковини», донецького «Металурга» і низки інших українських та ізраїльських клубів.

## Життєпис
Віталій Мінтенко народився у буковинському містечку Сторожинець. Вихованець київського спортінтернату. Виступати на професійному рівні розпочав у складі луцької «Волині», за яку відіграв 4 поєдинки у 1989 році, після чого перейшов до лав київського «Динамо». Однак у складі киян жодного разу на полі так і не з'явився, відігравши два сезони за дубль.
У 1992 році перейшов до чернівецької «Буковини», де одразу ж став гравцем основи. Впевнена гра футболіста змусила вдруге звернути на нього увагу тренерського штабу «Динамо» і Мінтенко повернувся до Києва. За два сезони у складі «біло-синіх» Віталій двічі став чемпіоном країни та одного разу завоював кубок, однак задовольнявся переважно виходами на заміну, що не могло його влаштовувати, тому у 1994 році він вирішив скуштувати легіонерського хліба і вирушив до Ізраїлю.
Втім, за кордоном футболісту теж не вдалося проявити свої найкращі якості, у пошуках власної гри він навіть змінив один ізраїльський клуб на інший, після чого вирішив повернутися до України, де пристав на пропозицію тренерського штабу «Буковини». У Чернівцях в Мінтенка вдруге виходило майже все: він демонстрував доволі пристойну результативність, забивши за два сезони 20 м'ячів, а у сезоні 1995/96 разом з командою посів друге місце у турнірі першої ліги, пропустивши вперед лише полтавську «Ворсклу», що демонструвала на той час просто відмінну, як для першої ліги, гру.
У 1997 році Мінтенко транзитом через івано-франківське «Прикарпаття» опинився у донецькому «Металурзі». В новому клубі Віталій розпочав дуже потужно, однак згодом його гра дещо потьмяніла і у 1999 році його було віддано у оренду єрусалимському «Хапоелю», а у 2001 році футболіст пробував свої сили у «Кривбасі» також на орендних засадах.
У 2002 році Віталій Мінтенко поповнив лави дніпропетровського «Дніпра», однак в одному з контрольних поєдинків отримав важку травму — перелом ноги. Через це він пропустив майже увесь сезон, а 2003 рік став для нього останнім у кар'єрі — після всього лиш одного матчу у складі «дніпрян», футболіст перейшов до харківського «Металіста», разом з яким завоював «срібло» першої ліги та право виступу у вищому дивізіоні. Проте сезон у «еліті» харків'яни розпочали вже без Мінтенка. Були чутки про повернення Віталія у великий футбол як гравця «Буковини», втім, через певні причини справдитися їм не довелося.

## Досягнення
- Чемпіон України (2): 1992/93, 1993/94
- Володар Кубка України (1): 1992/93
- Срібний призер першої ліги чемпіонату України (2): 1995/96, 2003/04